# Тумель-Томильс
Тумель-Томильс (нем. Tumegl/Tomils) — деревня и бывшая коммуна в Швейцарии, в кантоне Граубюнден. Население составляло 365 человек на 2007 год. Официальный код — 3642. 
До 2008 года имела статус отдельной коммуны. 1 января 2009 года вместе с коммунами Фельдис-Веульден, Транс и Шайд вошла в состав новой коммуны Томильс. 1 января 2015 года коммуна Томильс была объединена с коммунами Альменс, Паспельс, Пратваль и Родельс в коммуну Домлешг.
Входит в состав региона Виамала (до 2015 года входила в округ Хинтеррайн).
До 1943 года город назывался Томильс. Он впервые упоминается в 1141 году как in Tumillis.
На выборах в 2007 году наибольшее количество голосов получила Социал-демократическая партия Швейцарии (36,8 %), за Христианско-демократическую народную партию Швейцарии проголосовали 21,1 %, за Швейцарскую народную партию — 28,0 %, за Свободную демократическую партию — 13,4 %.

## Географическое положение
До слияния площадь Тумель-Томильса составляла 3,20 км². 34,0 % площади составляли сельскохозяйственные угодья, 55,8 % — леса, 5,3 % территории заселено. 1 января 2009 года вместе коммуны Тумель-Томильс, Шайд, Фельдис-Веульден и Транс объединились в новую коммуну Томильс, площадью 30,56 км².

## Население
На 2007 год население Тумель-Томильса составляло 365 человек (51,5 % мужчин, 48,5 % женщин). На 2000 год 91,28 % жителей говорило на немецком языке, 4,05 % — на романшском. 15,0 % населения Тумель-Томильса были в возрасте до 9 лет, 17,8 % — от 10 до 19 лет, 7,5 % — от 20 до 29 лет, 17,1 % — от 30 до 39 лет, 16,2 % — от 40 до 49 лет, 6,9 % — от 50 до 59 лет, старше 60 лет было 19,6 % населения.
| 1803 | 1850 | 1900 | 1950 | 2000 | 2007 |
| ---- | ---- | ---- | ---- | ---- | ---- |
| 202  | 226  | 233  | 266  | 321  | 365  |